# Simoom (U-Boot)
HMS Simoom (Kennung: P225) war ein U-Boot der britischen Royal Navy im Zweiten Weltkrieg.

## Geschichte
Die Simoom (arab.: Giftiger Wind, ein Sandsturm in Nordafrika und der Levante, siehe Samum) war ein U-Boot des dritten Bauloses der S-Klasse; dieses Baulos wird auch als Seraph-Klasse bezeichnet. Sie wurde am 14. Juli 1941 bei Cammell, Laird & Company im nordwestenglischen Birkenhead aufgelegt, lief am 12. Oktober 1942 vom Stapel und wurde von der Royal Navy am 30. Dezember 1942 in Dienst gestellt.
Das Einsatzgebiet des Boots lag im Mittelmeer, wo es hauptsächlich den Nachschub der Achse im Krieg in Nordafrika bekämpfte. Kommandant des Bootes war LT. Geoffrey Deryck Nicholson Milner.
Am 8. August 1943 griff die Simoom östlich von Bastia ein als Handelsschiff aufgefasstes Ziel an, aber alle Torpedos verfehlten das Ziel. Am folgenden Tag wurde südwestlich von La Spezia bei 44° 4′ N, 9° 23′ O der italienische Leichte Kreuzer Giuseppe Garibaldi angegriffen. Die Torpedos liefen an dem  Primärziel vorbei und trafen den italienischen Zerstörer Vincenzo Gioberti (2326 ts) vernichtend.
Am 2. November 1943 verließ die Simoom ihre Basis im ägyptischen Port Said, um in der Ägäis zu patrouillieren. Wahrscheinlich lief sie am 4. November 1943 vor der Kykladeninsel Donousa auf eine deutsche Seemine. Es gab keine Überlebenden.